# Kievskaïa (métro de Moscou, ligne Koltsevaïa)
Kievskaïa (en russe : Ки́евская et en anglais : Kiyevskaya)  est une station de la ligne circulaire Koltsevaïa (ligne 5 marron) du métro de Moscou, située sur le territoire du raïon Dorogomilovo dans le district administratif ouest de Moscou. Elle dessert notamment la gare de Kiev.
Elle est mise en service en 1954 lors de l'ouverture de l'intégralité de la ligne circulaire.

## Situation sur le réseau
Établie en souterrain, à 48 mètres sous le niveau du sol, la station Kievskaïa est située au point 34+20,6 de la ligne circulaire Koltsevaïa (ligne 5 marron), entre les stations Park koultoury et Krasnopresnenskaïa.

## Histoire
La station Kievskaïa est mise en service le 14 mars 1954, lors de l'ouverture de la section entre Belorousskaïa et Park koultoury, qui permet la mise en exploitation de l'intégralité de la ligne circulaire.

## Services aux voyageurs

### Intermodalité
Depuis cette station l'on peut se rendre sur la ligne Arbatsko-Pokrovskaïa par Kievskaïa, sur la ligne Ligne Filiovskaïa par Kievskaïa.

## Patrimoine architectural
18 pylônes sont ornés de mosaïques décorées sur le thème de l'histoire de l'Ukraine et de l'amitié entre les peuples russe et ukrainien. Une des entrées de station de type Art nouveau a été conçue par des architectes français sur le style des édicules Guimard du métro parisien. En échange le métro de Moscou a offert en 2009 l'œuvre « Ryaba la Poule » de l'artiste russe Ivan Loubennikov, installée à la station Madeleine à Paris.

Détails de l'architecture de la station
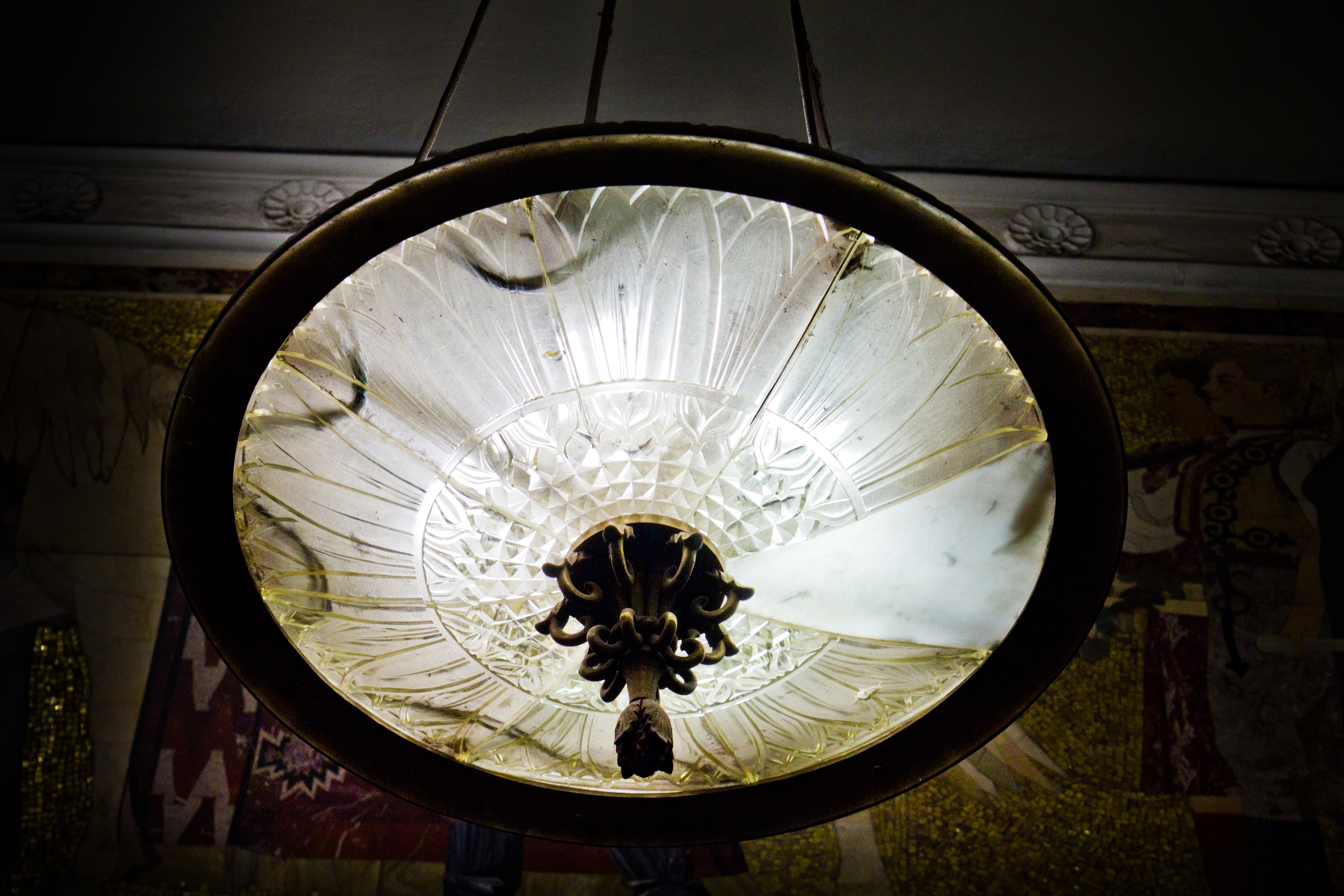
Luminaire.
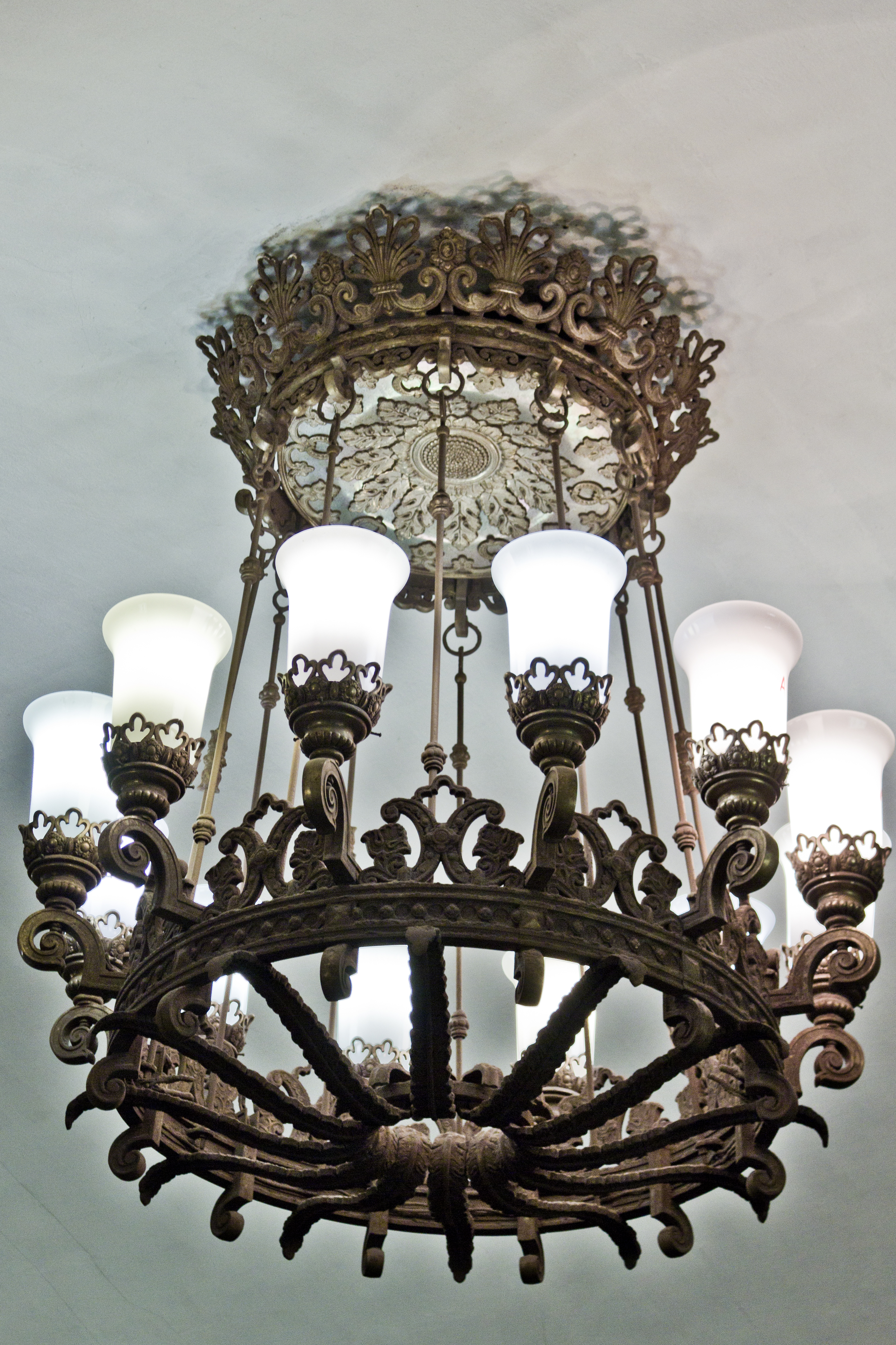
Candélabre.
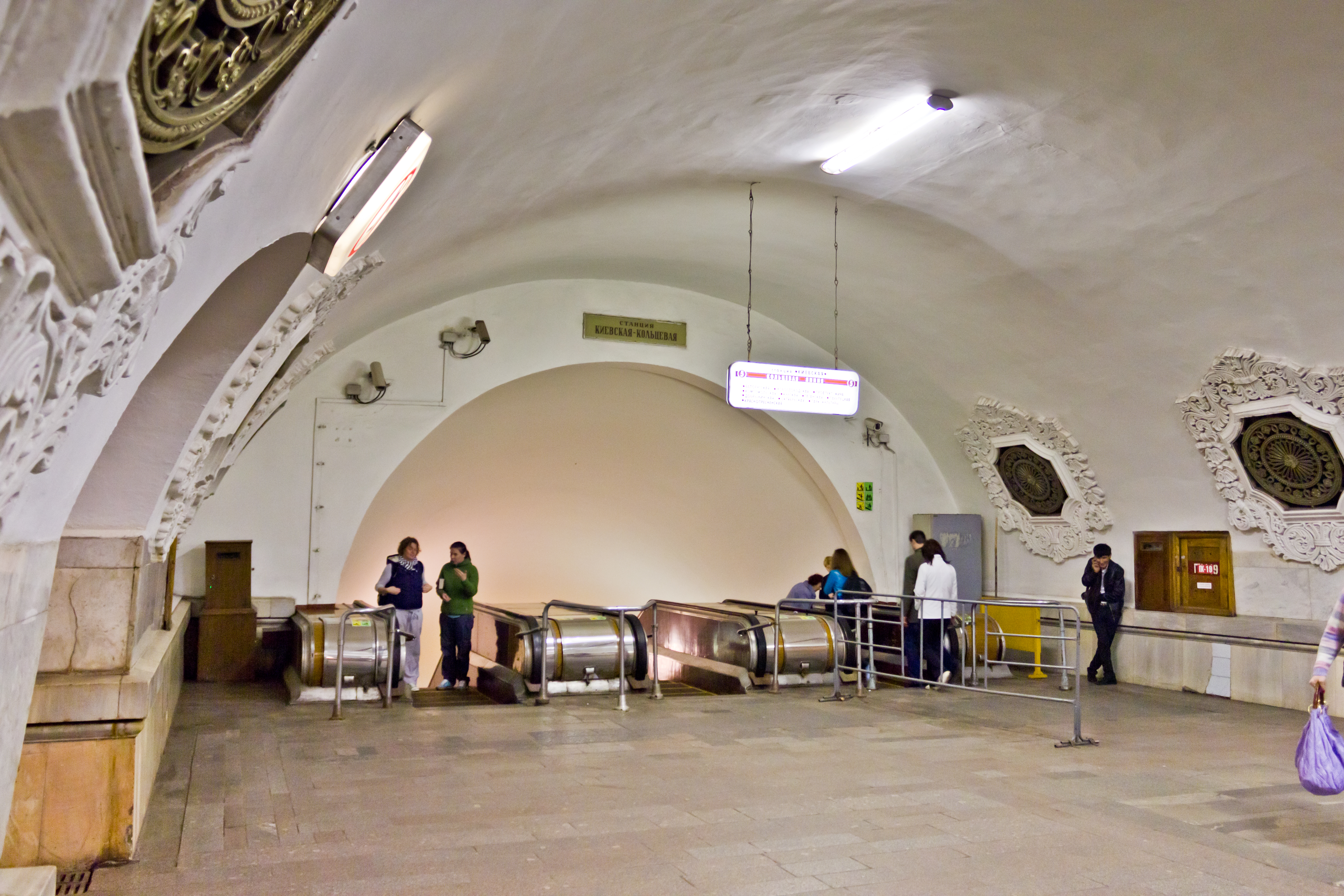
Hall d'escalier intermédiaire.
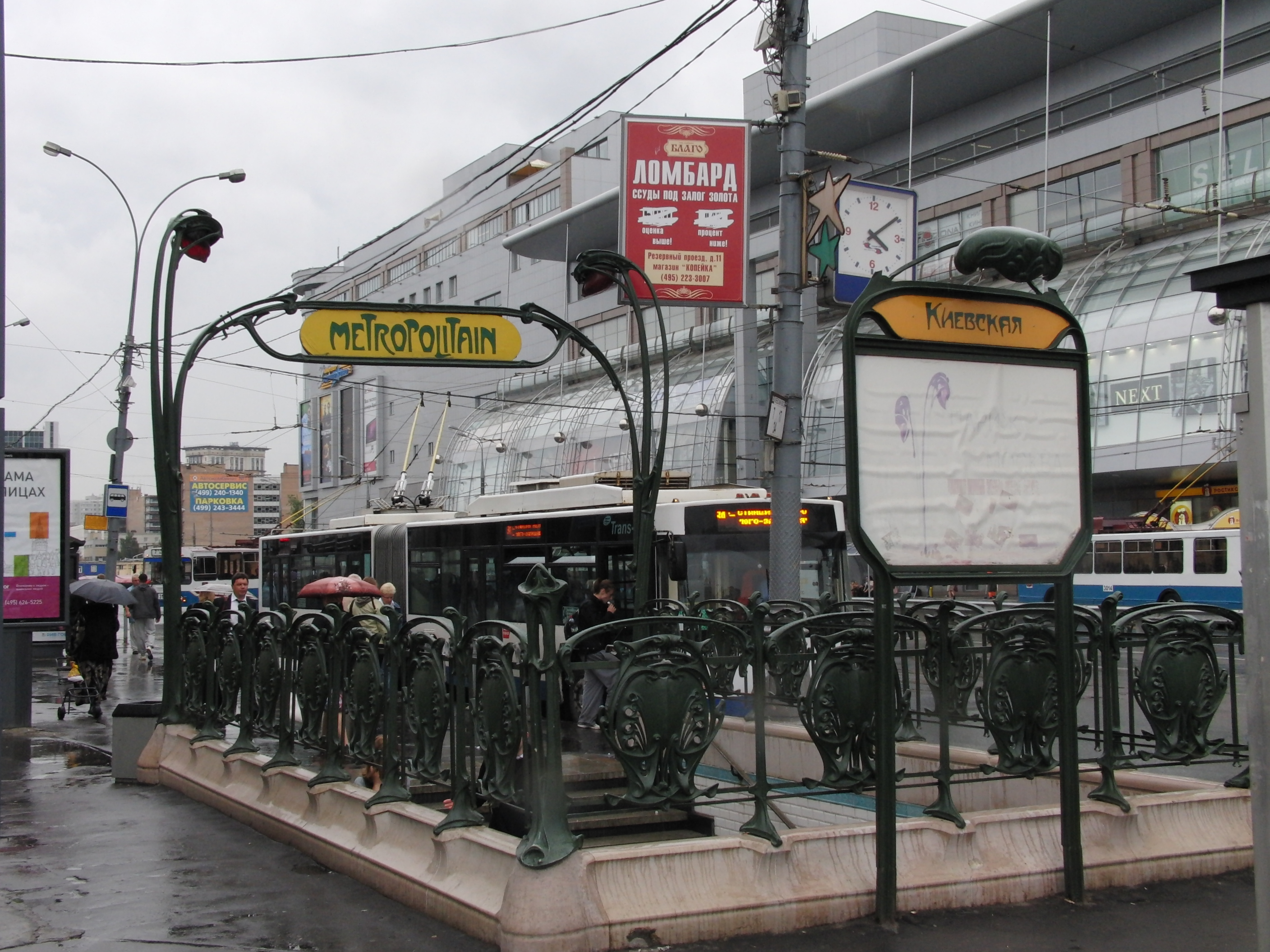
Édicule Guimard.